# Jerome Weidman
Jerome Weidman (* 4. April 1913 in New York City; † 6. Oktober 1998 in New York City) war ein US-amerikanischer Schriftsteller, Drehbuchautor und Dramatiker.

## Leben
Jerome Weidman wurde als Sohn jüdischer Einwanderer in New York City geboren. Nach seinem Schulabschluss an der DeWitt Clinton High School zog er in die Bronx, wo er wie sein Vater in einem Bekleidungsgeschäft arbeitete. Später studierte er am City College of New York und an der „New York University Law School“, wobei er parallel bereits Kurzgeschichten schrieb.
Mit I Can Get It for You Wholesale veröffentlichte er 1937 seinen ersten Roman. Das Buch wurde 1951 verfilmt und 1962 zu einem Musical adaptiert, welches das Broadway-Debüt von Barbra Streisand sein sollte. Bereits 1949 wurde sein 1941 erschienener Roman I'll Never Go There Anymore mit dem Drama Blutsfeindschaft verfilmt.
Gemeinsam mit George Abbott (Buch), Jerry Bock (Musik) und Sheldon Harnick (Lyrics) arbeitete Weidman am Musical Fiorello! zusammen. Dafür wurden sie 1960 nicht nur mit einem Tony Award für das Beste Musical ausgezeichnet, sondern auch noch mit einem Pulitzer-Preis in der Kategorie Theater geehrt.
Jerome Weidman ist der Vater von John Weidman.

## Werke
| Roman - 1937: I Can Get It for You Wholesale - 1938: What's in It for Me? - 1941: I'll Never Go There Any More - 1943: The Lights Around the Shore - 1946: Too Early to Tell - 1949: The Price Is Right - 1952: Give Me Your Love - 1953: The Hand of the Hunter - 1953: The Third Angel - 1955: Your Daughter Iris - 1958: Deine Tochter Iris. Kiepenheuer & Witsch, 404 Seiten - 1958: The Enemy Camp - 1959: Das feindliche Lager. Kiepenheuer & Witsch, 605 Seiten - 1960: Before You Go - 1964: Bevor du gehst. Mosaik Verlag, 479 Seiten - 1962: The Sound of Bow Bells - 1965: Ein Mann von Rang. Mosaik Verlag, 511 Seiten - 1964: World Of Mouth - 1967: Other People’s Money - 1969: The Centre of the Action - 1970: Fourth Street East - 1971: Last Respects - 1974: Tiffany Street - 1978: A Family Fortune - 1980: Counselors-at-law | Kurzgeschichten - The Horse That Could Whistle „Dixie“ - The Captain's Tiger - A Dime a Throw - My Father Sits in the Dark - 1967: Flaggen brauchen Wind und andere ausgewählte Erzählungen. Mosaik Verlag, 399 Seiten - Good Man, Bad Man - Slipping Beauty Theater - 1959: Fiorello! - 1960: Tenderloin - 1962: I Can Get It for You Wholesale - 1966: Duke Ellington's Pousse-Cafe |

## Filmografie
Drehbuch
- 1950: Im Solde des Satans (The Damned Don’t Cry)
- 1953: The Eddie Cantor Story
- 1957: Tödlicher Skandal (Slander)

Literarische Vorlage
- 1949: Blutsfeindschaft (House of Strangers)
- 1952: Geborgtes Glück (Invitation)